# Gornji Karajzovci
Gornji Karajzovci (cyr. Горњи Карајзовци) – wieś w Bośni i Hercegowinie, w Republice Serbskiej, w gminie Gradiška. W 2013 roku liczyła 484 mieszkańców.